# Society of Exploration Geophysicists
De Society of Exploration Geophysicists (afgekort SEG) is een non-profitorganisatie met als doel het verspreiden van wetenschappelijke kennis uit de toegepaste geofysica. In 2008 had de organisatie meer dan 28.000 leden, verspreid over meer dan 130 landen. De meeste leden zijn werkzaam in de exploratie van aardolie en aardgas, maar de organisatie legt zich ook toe op aardwetenschappelijke kennis uit de exploratie van andere delfstoffen en kennis ter voorkoming en/of voorspelling van rampen als aardverschuivingen of aardbevingen. De organisatie zetelt in het Amerikaanse Tulsa (Oklahoma).
De SEG werd in 1930 opgericht in Houston (Texas), door een kleine groep exploratiegeofysici uit de olie-industrie. Sinds 1936 geeft ze het wetenschappelijk tijdschrift Geophysics uit. 